# Julien Sansonnens
Pour les articles homonymes, voir Sansonnens.
Œuvres principales
- Agnus Dei (roman, 2023)
- Septembre éternel (roman, 2021)
- L'enfant aux étoiles (roman, 2018)
- Jours adverses (roman, 2014)

Julien Sansonnens, né le 30 novembre 1979 à Neuchâtel (originaire de Vernay), est un écrivain et un ancien homme politique suisse, membre du Parti ouvrier et populaire. Il en dirige la section vaudoise de 2009 à 2012.

## Biographie
Julien Sansonnens naît le 30 novembre 1979 à Neuchâtel, de parents enseignants. Il est originaire de Vernay, dans le canton de Fribourg,,.
Après l’obtention d’une maturité littéraire au gymnase cantonal de Neuchâtel en 1999, il se forme dans l’informatique et travaille deux ans dans ce domaine.
À vingt-cinq ans, il reprend des études à l'Université de Lausanne et obtient un master en sciences sociales (mémoire sur les représentations médiatiques) en 2009. Il travaille ensuite dans le domaine de la santé publique, d'abord au Centre hospitalier universitaire vaudois jusqu'en juin 2014, puis à l'Observatoire valaisan de la santé,.
Il est père d'une fille.

## Écriture
Son écriture se caractérise par un soin apporté à la description des lieux et des personnages. Il déclare construire ceux-ci à l'aide d'une technique proche du collage, n'envisageant pas de situer son action dans des lieux indéterminés. Deux thèmes se retrouvent en particulier dans ses romans : le thème de la fuite, d’abord, le fantasme d’une nouvelle vie ailleurs, fantasme toujours battu en brèche par la réalité. Et puis le passage de l’adolescence à la « vie adulte ». Il cite Christian Oster et Michel Houellebecq parmi ses deux auteurs contemporains préférés,.
En 2015, il crée Lettres romandes, un podcast littéraire.
En 2016, son deuxième roman est classé par le magazine suisse L'Hebdo parmi ses "10 chouchous de la rentrée littéraire" et reçoit un bon accueil critique,.
En 2017, il contribue aux critiques littéraires du cahier suisse de Paris Match. Cette même année, avec d'autres écrivains romands, il est cofondateur de La cinquième saison, revue littéraire romande, dont il intègre le comité de rédaction,,,.
En 2019, il reçoit le Prix Édouard-Rod pour son roman "L'Enfant aux étoiles", consacré à la fille du fondateur de l'Ordre du Temple solaire.
Publié en août 2021, son roman "Septembre éternel" est sélectionné pour le prix des lecteurs de la ville de Lausanne, le Prix du public de la RTS, le Prix Yvette Z'Graggen et reçoit le Prix Auguste Bachelin, décerné à une jeune écrivain neuchâtelois.
En 2024, son roman "Agnus Dei" figure parmi les 4 finalistes du prix du public de la RTS.

## Parcours politique
Il entre en politique par l'écologie. Il adhère au POP vaudois en 2007. En 2009, il s'oppose aux essais d'OGM en plein champ menés par l'ETHZ à Pully. Il est successivement président du POP section Lavaux-Oron, puis vice-président entre 2009 et 2012: en l'absence de présidence, il dirige de fait le parti. En 2010 il prend position contre l'usage croissant de l'anglais en Suisse. Il est élu au Conseil communal de Lausanne en 2011. Il participe à la fondation du « Mouvement pour la diversité de la presse » qui regroupe une vingtaine de journaux indépendants de Suisse. Il quitte le POP à la fin de l'année 2012, principalement pour des raisons idéologiques, dénonçant une certaine « inflexion de la ligne du POP vers une radicalité d'extrême-gauche qui ne correspond pas à son histoire ».
Entre 2007 et 2017, il est éditorialiste à l'hebdomadaire suisse Gauchebdo, contribuant également occasionnellement à la page culturelle.
En 2016, il prend position contre le déménagement du Festival de la cité de Lausanne. Il lance une pétition demandant que le festival réintègre son site d'origine. À la suite d'une importante mobilisation populaire, la direction du festival annonce que les prochaines éditions auront à nouveau lieu à la Cité.
En 2016, il est élu député au Grand Conseil vaudois, en remplacement de la députée Anne Papilloud, démissionnaire. Son élection est invalidée par le bureau électoral de Lausanne, à la suite de son déménagement en Valais en 2014. Il dépose un recours contre cette décision auprès du Grand Conseil, arguant que la décision du bureau électoral ne repose sur aucune base légale ou jurisprudentielle. Le Grand Conseil admet ses arguments et casse la décision du bureau électoral lausannois. Il prête serment le 20 septembre 2016. Il choisit de ne pas se représenter à la fin de son mandat.
En 2018, il s'engage en faveur d'une reconnaissance et d'un soutien au bitcoin par les autorités vaudoises,.

## Publications

### Romans et nouvelles
- Une vie juste, Neuchâtel, Éditions Alphil, 2025, 144 p.  (ISBN 978-2-88950-280-6)
- Agnus Dei, Vevey, Éditions de l'Aire, 2023, 180 p. (ISBN 9782889563449)[33]
- Septembre éternel, Vevey, Éditions de l'Aire, 2021, 373 p. (ISBN 978-2-88956-197-1)
- L'enfant aux étoiles, Vevey, Éditions de l'Aire, 2018, 272 p. (ISBN 978-2-940586-26-4)
- Quatre années du chien Beluga, Sainte-Croix, Éditions Mon Village, 2017, 103 p. (ISBN 978-2-88194-338-6)
- Les ordres de grandeur, Vevey, Éditions de l'Aire, 2016, 422 p. (ISBN 978-2-940586-08-0)
- Jours adverses : roman, Sainte-Croix, Éditions Mon Village, 2014, 253 p. (ISBN 978-2-88194-292-1)

### Essais
- Il faut le dire!, Sarrebruck, Dictus Publishing, 2013 (ISBN 978-3-8473-8665-0)
- Le comité suisse d'action civique, Vevey, Éditions de l'Aire, 2011, 103 p. (ISBN 978-2-940478-31-6)